# Fasediagram

Schematisch ijzer-koolstofdiagram, dat gebruikt wordt bij de bereiding van staal

Fasediagram voor de aggregatietoestanden van een stof. Het bovenste diagram is voor een "gewone" stof, het onderste is voor water, dat een afwijkend gedrag vertoont. Niet afgebeeld zijn de vele verschillende fasen van het ijs

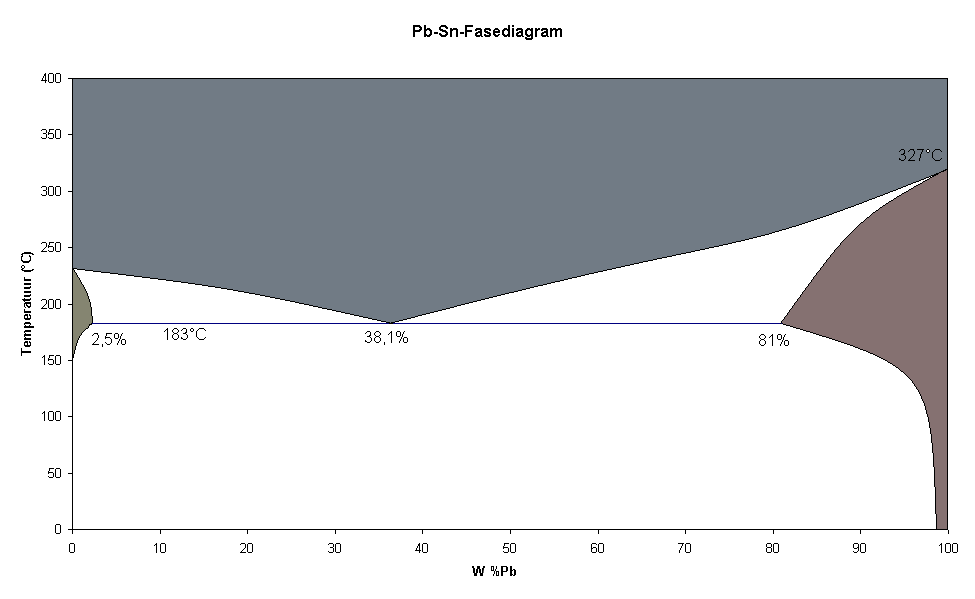
Fasediagram van een lood-tin-legering

Een fasediagram of fasendiagram is een grafische weergave van de verschillende fasen die in een gegeven materiaal aanwezig zijn, onder verschillende omstandigheden. In een dergelijk diagram staat de samenstelling van een materiaal uitgezet tegen de temperatuur (in een T,x-diagram), of tegen de druk. 
In het fasediagram zijn verschillende vlakken ingetekend. Elk vlak komt overeen met een bepaalde fase van een stof. Elke lijn tussen twee vlakken (fasen) behoort bij een bepaalde faseovergang.
In verschillende fasen heeft een gegeven stof verschillende thermodynamische eigenschappen, bijvoorbeeld verschillende waardes voor de specifieke warmte, en verschillende mechanische eigenschappen, bijvoorbeeld de treksterkte.

## IJzer-koolstofdiagram
Ter illustratie vind je in dit artikel een afbeelding van het ijzer-koolstofdiagram; het fasediagram van koolstofstaal. In het diagram kun je aflezen in welke fase staal (een ijzer-koolstoflegering) zich bevindt, afhankelijk van het percentage koolstof dat aan het ijzer is toegevoegd (de x-as) en de temperatuur (de y-as). Zo kun je in het diagram bijvoorbeeld zien dat staal van 1200 graden met 0,5% koolstof nog een vaste stof is (in de austenietfase), terwijl staal met 4,3% koolstof bij die temperatuur al gesmolten is. In dit voorbeeld is het maximum op de x-as 6,7% koolstof, omdat een hoger percentage koolstof in staal praktisch niet voorkomt.

## Druk-temperatuurdiagram
Fasediagrammen kunnen verschillende variabelen uitzetten zoals temperatuur, molfractie, druk p, dichtheid en zelfs de veldsterkte van een magnetisch of elektrisch veld. In een druk-temperatuurdiagram kunnen lijnen van vaste temperatuur (isothermen) en van vaste dichtheid (isopyknen) worden aangegeven.
In de figuur zijn het p-T diagram van een normale stof en van water afgebeeld (druk p op de y-as, temperatuur T op de x-as). Er is hier te zien, dat er een tripelpunt is, bij bepaalde druk en temperatuur, waar alle drie fasen gelijktijdig naast elkaar kunnen voorkomen. Ook is er een kritisch punt, waarboven er geen onderscheid meer bestaat tussen de vloeibare en de gasfase. Voor ijs is een bijzonderheid, dat bij toenemende druk, de smelttemperatuur daalt (denk aan de consequenties voor schaatsen). 
In beide diagrammen is te zien dat het kookpunt daalt bij afnemende druk. 
In dit diagram is te zien dat water bij een lagere temperatuur kookt boven op een berg (waar de luchtdruk lager is dan op zeeniveau). Bij een nog lagere druk (zoals in de ruimte) is het voor water niet mogelijk vloeibaar te zijn.

## Binair fasediagram
Binaire diagrammen behandelen de mogelijke toestanden van een systeem met twee componenten, bijvoorbeeld twee elementen zoals lood en tin.
De meest gebruikelijke versie heeft de temperatuur op de y-as en de samenstelling op de x-as. Horizontale lijnen in zo'n diagram verbinden punten met dezelfde temperatuur. De lijn heet daarom een isotherm. Verticale lijnen verbinden punten met dezelfde samenstelling. Men spreekt van een isopleet. De isopleet vertelt in feite wat er met een materiaal van een bepaalde samenstelling — een monster — gebeurt als het wordt opgewarmd of afgekoeld.
Uit het diagram kan men aflezen in welke fase de stof zich bevindt bij een bepaalde samenstelling en temperatuur. Of liever: wat onder deze omstandigheden de stabiele evenwichtstoestand van het onderhavige systeem is. (Soms worden ook metastabiele evenwichten weergegeven, meestal met stippellijnen). Men moet daarbij bedenken dat die evenwichtstoestand zich niet altijd onmiddellijk instelt. Zilver en goud zijn bijvoorbeeld in alle verhoudingen oplosbaar in vaste oplossing, ook bij kamertemperatuur. Als men echter een zilveren en een gouden munt op elkaar legt lossen zij bij kamertemperatuur niet onmiddellijk in elkaar op, hoewel dat wel tot de thermodynamisch stabielste toestand zou voeren. Het oplosproces zou bij kamertemperatuur miljarden jaren vergen.
Het diagram kan bestaan uit:
1. "één-fase-gebieden"; Hierbij zijn A en B in vaste oplossing met elkaar (in strikte zin een legering). Voor ieder punt in dit gebied geldt dat bij die combinatie van temperatuur en samenstelling een enkele homogene fase de stabielste toestand is.
2. "twee-fase-gebieden"; Een "twee-fase-gebied" geeft aan dat er twee verschillende structuren naast elkaar bestaan, bijvoorbeeld door precipitatie van element B in de matrix van element A. Men kan het twee-fase-gebied ook als een soort kloof tussen de belendende één-fase-gebieden zien. Voor een punt in een twee-fase-gebied geldt dat een enkele homogene fase onder deze omstandigheden niet stabiel is. In plaats daarvan bevat het materiaal twee fasen die een andere samenstelling hebben dan de gemiddelde samenstelling van het materiaal. Men kan de samenstelling van beide fasen vinden door een horizontale lijn (een isotherm) te volgen tot de grens van de dichtstbijzijnde één-fase-gebieden aan weerszijden. De hoeveelheden van de beide aanwezige fasen zijn verschillend. Zij zijn te berekenen met de hefboomregel.

Als op een vaste samenstelling de temperatuur wordt veranderd, kan één fase opsplitsen in twee (of andersom). De totale samenstelling van het materiaal blijft echter wel gelijk aan het oorspronkelijke eenfasige materiaal, want element A of B is niet toegevoegd! Afkoelen vanuit de vloeibare fase geeft bij een zuiver materiaal (100% element A) altijd een smeltpunt, terwijl toevoeging van een ander element voor een smelttraject kan zorgen. Zoals bij het lood-tin-diagram te zien is, is er ook bij 38,1 gewichtsprocent lood in tin een smeltpunt.
Als de samenstelling wordt veranderd op eenzelfde temperatuur beginnend bij 100% element A, kan element B eerst in oplossing gaan bij element A. Dit is dan nog een één-fase-gebied. Als er meer element B wordt toegevoegd kan het zijn dat element A niet meer zoveel atomen kan bevatten, waardoor element B zelf een nieuwe fase moet vormen. Hierdoor ontstaat dus weer een twee-fase-gebied.
De breedte van een één-fase-gebied wordt wel het homogeniteitsgebied genoemd. De breedte is een aanduiding van de oplosbaarheid van de ene component in de andere bij een bepaalde temperatuur. Bijvoorbeeld in het Pb-Sn diagram in de tweede figuur is goed zichtbaar dat de gekleurde homogeniteitsgebieden van de twee vaste fasen breder worden bij hogere temperatuur. Bij kamertemperatuur lost er slechts 1% of minder tin op in lood. Omgekeerd is dat zelfs nog minder. Bij hogere temperatuur wordt de wederzijdse (vaste) oplosbaarheid groter. Bij 183 °C lost er zo'n 19 gewichtprocent tin op in lood.
De smelt is over het gehele samenstellingsbereik mengbaar. Overigens is dat bij vloeistoffen zeker ook niet altijd het geval, ook vloeistoffen kunnen niet of gedeeltelijk mengbaar (wederzijds oplosbaar) zijn. Olie en water zijn een goed voorbeeld. Omgekeerd is algehele wederzijdse oplosbaarheid bij vaste stoffen uitzonderlijk, maar er zijn wel voorbeelden zoals in het zilver-goud systeem (elektrum).
De lijn tussen het eenfasig vloeibare gebied en de tweefasegebieden vloeibaar+vast wordt liquidus genoemd. De lijn tussen het vloeibaar+vast gebied en het eenfasige vaste gebied wordt solidus genoemd.

## Ternair Fasediagram
In plaats van slechts twee elementen te laten mengen in een diagram, kunnen er ook drie elementen (of andere componenten) worden afgebeeld. Dan wordt er ook gebruikgemaakt van de z-as, waarop de temperatuur wordt uitgezet. Vaak worden de x- en y-as in een hoek van 60° met elkaar gezet (in plaats van 90°) waardoor, van bovenaf gezien, een driehoek ontstaat. Op elk hoekpunt is een 100% samenstelling van een bepaald element. Recht tegenover dit hoekpunt geeft aan dat dat element niet meer aanwezig is en de andere twee elementen elk voor 50% massa verantwoordelijk zijn. De eenfasegebieden worden dan begrensd door oppervlakken, bijvoorbeeld het liquidus- en het solidusoppervlak. Omdat een driedimensionaal diagram vrij lastig uit te lezen is, worden er vaak doorsnedes gemaakt bij een bepaalde temperatuur, zodat de driehoekige diagrammen te zien zijn. Een andere mogelijkheid is een verticale doorsnede, waarbij een rechte door de driehoek de samenstelling bepaalt. De verhouding tussen twee componenten of de concentratie van een component kan bijvoorbeeld constant worden gehouden.

## Toepassing
Fasediagrammen worden toegepast bij:
- het ontwerpen en regelen van scheidingsprocessen zoals extractie, destillatie of kristallisatie;
- het bestuderen van eigenschappen van materialen die meerdere fasen in de vaste-stoftoestand kunnen hebben;
- het bestuderen van processen waarbij materialen gesmolten worden, stollen, of met elkaar reageren.

## Kenmerkende punten en lijnen
- Eutecticum
- Peritecticum
- Solidus
- Liquidus

## Andere soorten fasediagrammen
- Azeotroop
- TTT-diagram